# Vilém Tauský
Vilém Tauský (20. července 1910 Přerov – 16. března 2004 Londýn) byl český dirigent, hudební skladatel a hudební pedagog židovského původu.

## Studium
Pocházel z umělecky založené rodiny, matka byla operní pěvkyně ve vídeňské státní opeře a jeho strýc Leo Fall pracoval jako operetní hudební skladatel. Na klavír hrál již od dětství. Po maturitě na přerovském gymnáziu nejprve studoval v Brně práva, ale těch brzy zanechal a přešel na studium skladby na Janáčkovu konzervatoř, kde byli jeho učiteli Leoš Janáček a Vilém Petrželka. Po absolutoriu brněnské konzervatoře pokračoval dál ve studiu v Praze u Josefa Suka a Zdeňka Chalabaly. Před válkou pracoval v brněnské opeře jako korepetitor.

## Emigrace
V roce 1939 odešel před nacisty nejprve do Paříže, následujícího roku do Velké Británie, kde zakotvil natrvalo. Nastoupil zde strmou dirigentskou dráhu: začínal u Carl Rosa Opera Company (1945–1949), v létech 1951–1956 byl dirigentem Velšské národní opery (Welsh National Opera), poté deset let řídil významný BBC Concert Orchestra (1956–1966). Od roku 1966 až do roku 1992 řídil operu a vedl dirigentský kurz na Guildhall School of Music and Drama.
Jeho ženou byla Peggy Mallett, se kterou se oženil v roce 1948 – šťastné manželství trvalo až do její smrti (1982). Dožil se věku 93 let, je pohřben stejně jako Rudolf Firkušný nebo Vítězslava Kaprálová na čestném pohřebišti města Brna na brněnském Ústředním hřbitově.

## Ocenění a vyznamenání
- 1925 Státní cena za skladbu Symfonietta pro orchestr (ve věku 15 let)
- 1939 Československý válečný kříž
- 1981 Řád britského impéria - udělila britská královna Alžběta II.
- 2000 medaile za zásluhy o českou hudbu - udělila Hudební fakulta Akademie múzických umění v Praze
- 2000 Cena Jana Masaryka za zásluhy o českou hudbu
- Janáčkova medaile

## Knihy
(anglicky)
- 1979 Vilem Tausky Tells his Story – společně se svojí ženou Peggy Mallett.
- 1982 Leoš Janáček: Leaves from his Life - opět společně se svojí ženou Peggy Mallett.